# Sint-Kathelijne-Waver
Sint-Katelijne-Waver és un municipi belga de la província d'Anvers a la regió de Flandes. Està compost per les seccions de Sint-Katelijne-Waver i Onze-Lieve-Vrouw-Waver.

## Evolució de la població

### Seglexix
| Any      | 1806 | 1816 | 1830 | 1846 | 1856 | 1866 | 1876 | 1880 | 1890 |
| -------- | ---- | ---- | ---- | ---- | ---- | ---- | ---- | ---- | ---- |
| Població | 2388 | 2612 | 2911 | 3213 | 3214 | 3257 | 3765 | 3937 | 4493 |
|          |      |      |      |      |      |      |      |      |      |

### Segle XX (fins a 1976)
| Any      | 1900 | 1910 | 1920 | 1930 | 1947   | 1961   | 1970   | 1976   |  |
| -------- | ---- | ---- | ---- | ---- | ------ | ------ | ------ | ------ |  |
| Població | 4923 | 6529 | 6738 | 8543 | 10.326 | 11.719 | 13.377 | 14.086 |  |
|          |      |      |      |      |        |        |        |        |  |

### 1977 ençà
| Any       | 1977   | 1980   | 1985   | 1990   | 1995   | 2000   | 2005   |
| --------- | ------ | ------ | ------ | ------ | ------ | ------ | ------ |
| Població  | 17.021 | 17.332 | 17.468 | 17.994 | 18.611 | 19.038 | 19.432 |
| Font: NIS |        |        |        |        |        |        |        |

## Agermanament
- Romania Iernut